# 브라질삼치
브라질삼치(Scomberomorus brasiliensis)는 고등어목 고등어과에 속하는 물고기이다. 몸길이는 1.25m에 몸무게가 6.7kg인 대형어류에 속한다.

## 특징과 먹이
브라질삼치는 몸이 길고 머리끝이 뾰족하며 두 눈의 사이는 약간 융기가 되어 있다. 브라질에서는 세하(포르투갈어: Serra)라고 불리기도 하며 2쌍의 비공이 있고 전비공은 구멍이 존재하며 후비공은 칼로 밴 듯한 모양을 하고 있다. 입은 약간 경사가 져있고 위턱의 앞은 동공의 일직선 앞쪽보다 약간 아래에 위치한다. 위턱의 뒤끝은 눈의 뒷가장자리에 달하며 위턱과 아래턱에는 날카로운 이빨들이 나있다.
등지느러미는 2개로 극조부 기저의 길이가 연조부의 2배에 달하고 등지느러미의 연조부는 끝이 낫모양이다. 가슴지느러미는 체측의 중앙에 위치하며 등지느러미 9번째 극조의 아래에 달하고 배지느러미는 매우 작다. 등지느러미와 뒷지느러미 뒤쪽으로는 8개의 모비늘이 나있으며 꼬리지느러미는 잘 발달된 가랑이형이고 꼬리지루부에는 3개의 융기연이 있다.
측선이 되는 옆줄은 약간 구부러진 형태로 꼬리지느러미에 달하며 옆줄을 기준으로 몸의 등쪽은 푸른색이고 배쪽은 은백색이다. 3~4줄 가량의 동공 크기에 암갈색 혹은 주황색의 무늬가 체측의 중앙에 분보하고 등지느러미 극조부는 3/1이 되는 앞쪽이 검은색이지만 나머지 부분은 흰색이다. 한편 그 외의 지느러미는 대체적으로 연한 황색이나 밝은 황색을 띄지만 꼬리지느러미는 암갈색을 띄며 뒷지느러미 기저부와 가슴지느러미 기저부를 제외한 나머지는 어두운 색을 가지게 된다. 먹이로는 멸치, 청어, 정어리와 같은 작은물고기들과 오징어와 같은 두족류, 갑각류를 잡아먹는 육식성물고기에 속한다.

## 서식지와 산란기 및 어획
브라질삼치는 서부 대서양에 주로 서식하며 그 중에서도 멕시코 동부와 브라질 동부에 가장 많은 개체수가 서식한다. 주로 바다의 연안에서 서식하는 표해수대의 어류이다. 산란기는 파리아만에서는 연중 산란이 일어나지만 주된 산란기는 10월~3월이며 브라질 북동해역에선 주된 산란기가 7월~9월이다. 알에서 깨어난 후에 3년~4년이 되면 성적으로 성숙하게 된다.
브라질삼치는 식용으로 사용되는 어종이지만 이빨이 매우 날카로운 어종이기 때문에 살아있는 개체를 다룰 때는 반드시 주의가 필요하다. 브라질삼치를 식용으로 쓸 때에는 주로 회나 구이로 가장 많이 먹는다.

## 같이 보기
- 고등어목
- 고등어과